# 肉食恐竜の真実
『肉食恐竜の真実』（にくしょくきょうりゅうのしんじつ、原題: The Truth About Killer Dinosaurs）は、恐竜を題材としたイギリスのドキュメンタリーシリーズ。全2回。第1回は2005年8月28日、第2回は同年9月4日に BBC One で初めて放送された。日本では渡辺徹がナレーションを担当して同年11月16日と11月23日に放送され、翌年5月に再放送、7月にはアンコール放送もされた。
本作では動物食性の獣脚類に焦点が当てられている。彼らの骨格に基づいた生体力学的レプリカが製造され、その力や機能を実験により再現する。実験結果から得られた場を元にCG映像による描写がなされている。

## 製作
撮影はアメリカ合衆国コロラド州とオレゴン州で行われた。ポストプロダクションで恐竜のグラフィックを追加する際の目印とするため、木製の恐竜の頭が撮影では使用された。出演者のビル・オッディがティラノサウルスの口から歯を引き抜くシーンでは、実際のティラノサウルスの歯の化石の型が使用された。ティラノサウルスがトリケラトプスを捕食するシーンの内臓はその大きさゆえにCGで製作されたが、ヴェロキラプトルが捕食する肉はスタッフが実際の内臓を肉屋で調達して砂漠で撮影した。
本作のCGアニメーションは10-15人で作業を行い6ヶ月で完成した。古生物学者との相談の上で模型が作られ、そのスキャンデータがコンピュータに送られ、無数のポリゴンで構成されたコンピュータモデルが作成された。アニメーションでは肌・筋肉・羽を綺麗に動かす必要があるが、ヴェロキラプトルのショットが多かったため製作チームはその羽毛の動作に苦労し、新たなソフトウェアを作るのに4ヶ月を費やした。

## 内容
第1回 ティラノサウルス
初放送日 - 2005年8月28日（イギリス）、2005年11月16日（日本）
ティラノサウルスとトリケラトプスの戦いに注目する。ティラノサウルスの歯と頭骨を鋼鉄で製作して乗用車を噛ませることで4トンに達するその咬合力が視覚的に再現され、3本の角を持つトリケラトプスの等身大レプリカによる衝突実験も行われた。視界や走行速度の要素も絡め、両者の戦いを描く。
第2回 ヴェロキラプトル
初放送日 - 2005年9月4日（イギリス）、2005年11月23日（日本）
映画『ジュラシック・パーク』で描かれた姿よりも実際のヴェロキラプトルが小型であることを指摘し、実験を通してその鉤爪の用途が斬撃ではなかったと解説する。装甲を身に纏った鎧竜（ピナコサウルス）を登場させ、ヴェロキラプトルの鉤爪がどこまで通用し、どのように効果を発揮したかが語られる。

## 登場する古生物
第1回
- ティラノサウルス
- トリケラトプス

第2回
- ヴェロキラプトル
- プロトケラトプス
- ピナコサウルス
- タルボサウルス

## 実験

### ティラノサウルス
ティラノサウルスの咬合力を再現するため、鋼鉄で製作されたティラノサウルスの模型が乗用車をはじめ対象に噛みついて破壊するという実験が行われた。実験のモデルとして採用されたティラノサウルスはスタン（BHI 3033）であった。
ティラノサウルスの咬合力の検証は本作以外でも同様のものが行われている。ナショナルジオグラフィック協会が骨を噛み砕くティラノサウルスを再現しており、動画が2012年4月5日からYoutube上で公開されている。2018年1月2日に BBC Two で放送された The Real T Rex with Chris Packham では1本のティラノサウルスの歯を再現して骨を砕く実験が行われ、ティラノサウルスの歯の表面の鋸歯状構造が破壊に寄与していることも説明された。
日本では2019年7月18日に発売された恐竜図鑑『やってみた! 恐竜超実験』では、ティラノサウルスの咬合力と同等の挟力を発揮する工具で乗用車を解体する写真が掲載されている。なおこの図鑑はBBCが編集しており、本作のティラノサウルスとトリケラトプスのグラフィックが使用されているほか、同じくBBCが放送した『ウォーキングwithダイナソー〜驚異の恐竜王国』シリーズや『プラネット・ダイナソー』のグラフィックも掲載されている。

### ヴェロキラプトル
放送から約2ヶ月後の2005年10月11日、本作に登場したドロマエオサウルス科の鉤爪の装置に関する研究論文がオンラインで発表された。ダチョウの脚力、現生爬虫類や現生鳥類の爪に見られるβケラチンの鞘、ヴェロキラプトルや Deinonychus antirrhopus の関節の回転角度に基づいて体重40キログラムのドロマエオサウルス科恐竜の脚を再現した油圧式装置で実験を行ったところ、2 m/s2 と11 m/s2 で放たれた鉤爪は新鮮な豚肉に深さ30-40ミリメートルの刺突痕を残した。この刺突痕は最大で40-50ミリメートルに達すると見積もられた。鉤爪で肉を切ろうとすると肉が下側に集まって爪が止まったことから、彼らの鉤爪は肉を切るよりはアイゼンのように突き刺す目的で使用された可能性が高いとされた。そして刺突痕の大きさから、ワニのような鎧を持たない獲物、特に大型動物よりも小型動物に対して効果を発揮したと考察された。
なお、現生爬虫類や鳥類の鉤爪の内側に鋭いエッジがないことから、この装置のドロマエオサウルス科の鉤爪では鋭いエッジは無かったものとして扱われている。

## 展開
BBC One でそれぞれ8月と9月に初放送された後、同年5月11日と5月14日に再放送された。日本ではNHK教育『地球ドラマチック』内で2005年11月に放送された後、翌年5月4日と5月5日に再放送され、7月6日と7月7日にはアンコール放送される運びとなった。再放送を控えた2006年3月24日には、DVDがNBCユニバーサル・エンターテイメントジャパンから両エピソードとも発売された。
Huluで吹替版が配信されている。